# Paroy-sur-Saulx
Paroy-sur-Saulx ist eine französische Gemeinde mit 44 Einwohnern (Stand: 1. Januar 2022) im Département Haute-Marne in der Region Grand Est (vor 2016 Champagne-Ardenne). Sie gehört zum Arrondissement Saint-Dizier und zum Kanton Poissons. Die Einwohner werden Paroissiens genannt.

## Geographie
Paroy-sur-Saulx liegt etwa 27 Kilometer südöstlich des Stadtzentrums von Saint-Dizier im Tal des Flusses Saulx. Umgeben wird Paroy-sur-Saulx von den Nachbargemeinden Montiers-sur-Saulx im Norden und Osten, Effincourt im Süden sowie Osne-le-Val im Westen und Südwesten.

## Bevölkerungsentwicklung
| Jahr                       | 1962 | 1968 | 1975 | 1982 | 1990 | 1999 | 2006 | 2018 |
| -------------------------- | ---- | ---- | ---- | ---- | ---- | ---- | ---- | ---- |
| Einwohner                  | 47   | 40   | 45   | 47   | 49   | 44   | 45   | 46   |
| Quellen: Cassini und INSEE |      |      |      |      |      |      |      |      |

## Sehenswürdigkeiten
- Kirche Saint-Evre aus dem 12. Jahrhundert